# Feedback is Payback
Feedback is Payback is het debuutalbum van de Amerikaanse punkband 1208. Het werd uitgegeven in februari 2002 door Epitaph Records en werd gevolgd door Turn of the Screw in 2004. Het album werd geproduceerd samen met Fletcher Dragge van Pennywise.

## Nummers
1. "1988" - 3:28
2. "Lies That Lie" - 2:33
3. "Just Anyone" - 2:46
4. "Outside Looking In" - 2:46
5. "Scared Away" - 3:08
6. "Erase 'em All" - 2:45
7. "Pick Your Poison" - 3:18
8. "Jimmy" - 2:54
9. "Lightshow" - 2:22
10. "Retire" - 2:22
11. "Slowburn" - 3:14
12. "What I Saw" - 2:40
13. "Speak Easy" - 2:29
14. "Obstructure" - 2:51